# Monte Stonehouse
Il Monte Stonehouse è una vetta dell'Antartide, alta circa 2.900 m, situata circa 3,5 miglia nautiche (6 km) a sudovest del Monte Falla,  nella catena montuosa dei Monti della Regina Alessandra, nella Dipendenza di Ross.
La denominazione è stata assegnata dalla New Zealand Geological Survey Antarctic Expedition (NZGSAE) (1961–62) in onore dello  zoologo e divulgatore britannico Bernard Stonehouse, che aveva condotto studi sui pinguini e sulle foche dell'Antartide.